# Сёмка, Олег Михайлович
Оле́г Миха́йлович Сёмка (укр. Олег Михайлович Сьомка; род. 15 января 1975) — украинский футболист, полузащитник. Футбольный агент.

## Игровая карьера
Воспитанник динамовской ДЮСШ. На Украине играл в командах низших дивизионов «Рось» (Белая Церковь), «Оболонь» (Киев), «Кремень» (Кременчуг), «Черкассы», «Нефтяник» (Ахтырка), «Николаев» и «Освита» (Бородянка).
Дважды в период 2003—2004 и 2005 гг. играл в высшем дивизионе чемпионата Казахстана. Во время первого «вояжа» играл в командах «Есиль-Богатырь» и «Экибастузец». В 2005 году в числе восьми украинцев играл за «Экибастузец» во второй раз. Партнёрами Анатолия в казахской команде были Эдуард Столбовой, Андрей Оксимец, Андрей Завьялов, Анатолий Вертелецкий, Сергей Яковенко и другие.
После завершения игровой карьеры в апреле 2006 года перешёл на работу футбольным агентом (лицензия ФФУ № 025) в агентство «S.V.S», главой которого является Константин Сосенко.